# 池端貴子
池端 貴子（いけはた たかこ）は、マルチアーティスト（画家、音楽家、ヴィジュアルアーティスト）である。

## 人物
東京生まれ。祖父が俳優の上原謙、祖母が小桜葉子。高祖父は岩倉具視。国際基督教大学語学科英語学卒業。トリリンガルの環境で育ち、日本語・英語・フランス語を話せる。2002年、単身ニューヨークに渡り、エレクトロ音楽ユニットMr.Negativeに加入。Mr.Negative名義の他に『The Spencer Filipsson Experience feat.TAKAKO TAKAK+O』の名義で「Love is everywhere」等を12インチ・シングルで発表。「Mezzanine de L’Alcazar Vol.3」（アルカザールとはパリのイヴ・サンローランの跡地につくられたコンラン・ショップ系ク ラブレストラン）や「Ministry of Sound 2004」（エルトン・ジョン、カイリー・ミノーグ、ケミカル・ブラザーズ等と共に「SFE」名義で『Feel the love』を収録）等のコンピレーション・アルバムに収録される。2004年に帰国後、油彩によるペインティング活動を始める。2009年以降はアムリードとアドバイザー契約をする。その他、La PerlaのPRや、アイス・ティー、ジュリー・デルピー、ジョン・ボイド（映画アナコンダ）などの通訳や、レッドブルのパーティーのプロデュースを行う。

## 音楽
- シングル「Blame it on the Bossa Nova」（2001年）
- アルバム「Innocent Girl」（2002年・東芝EMI）
- 「Pour Te Trouves〜Consolatrice Vierge Marie featuring TAKAKO」（2005年・金曜ドラマ「美しい人」サントラ）